# Silniční most (Lozice)
Kamenný silniční most se nalézá od roku 1852 na místní komunikaci vedoucí přes říčku Novohradka v obci Lozice v okrese Chrudim na místě původního brodu. Most je od roku 1958 chráněn jako nemovitá kulturní památka ČR. Most představuje dobře dochovanou technickou kulturní památku dokládající úroveň silničního stavitelství v 2. polovině 19. století a je zobrazen i ve znaku obce Lozice.

## Popis
Kamenný silniční most o třech obloucích o výšce 4 m stojící na dvou pílířích v řečišti Novohradky byl postaven s použitím segmentové klenby. Nyní se nalézá mimo hlavní tah silnice a vede po něm pouze silnice třetí třídy do vesnice Srbce, místní části města Luže. Kamenné zábradlí mostu je uprostřed lomené.

## Galerie

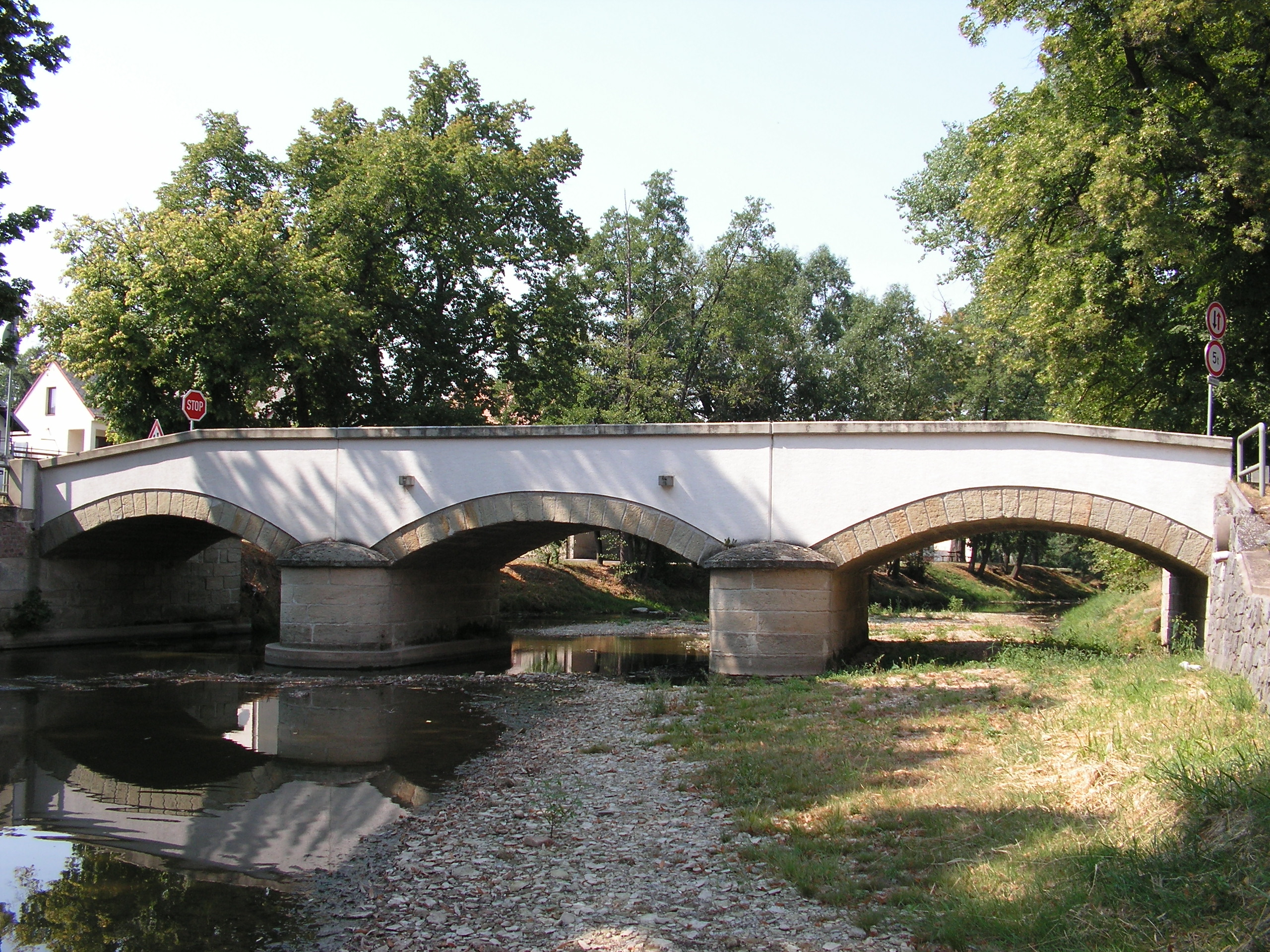
silniční most přes Novohradku v Lozicích
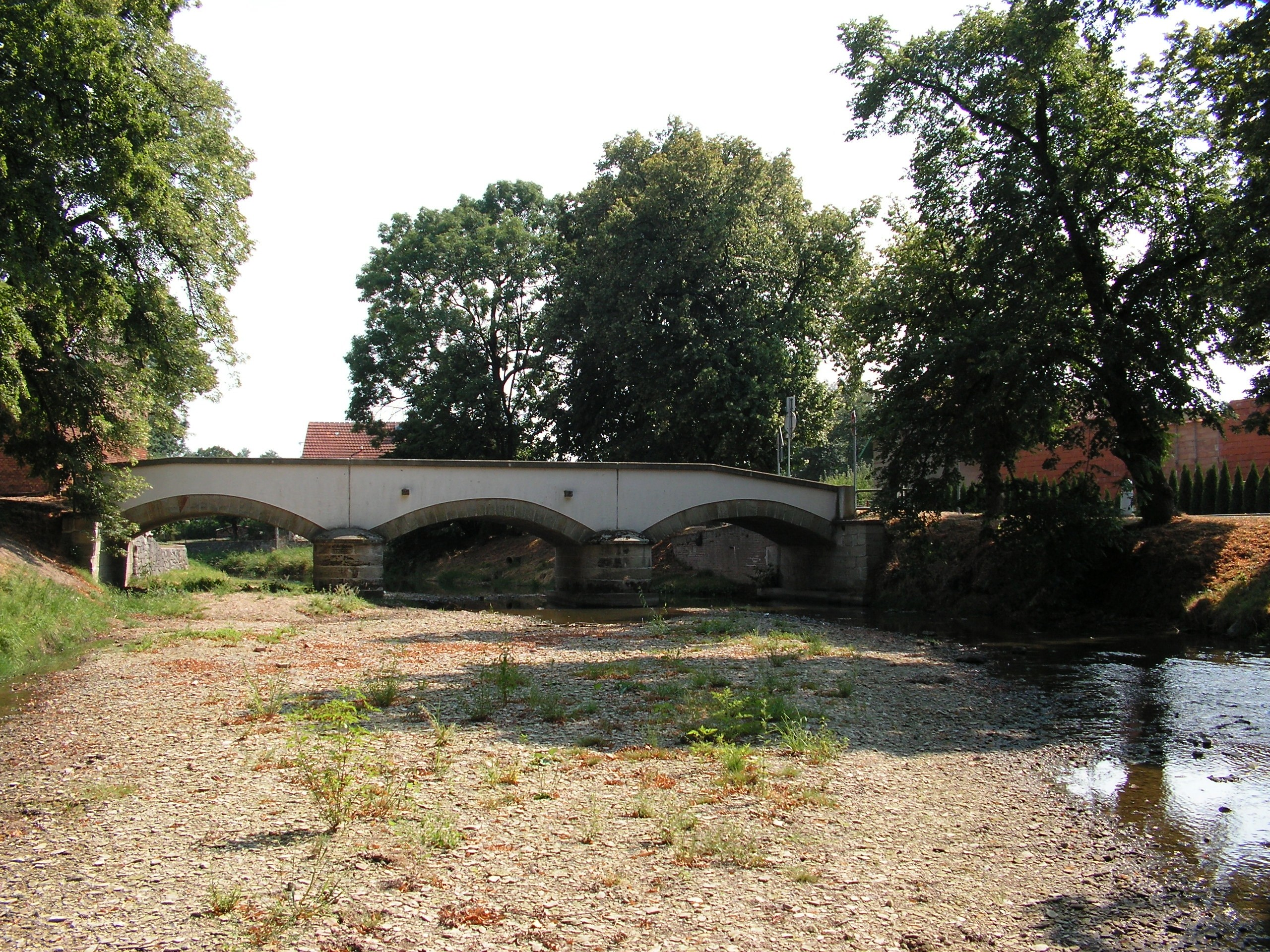
silniční most přes Novohradku v Lozicích
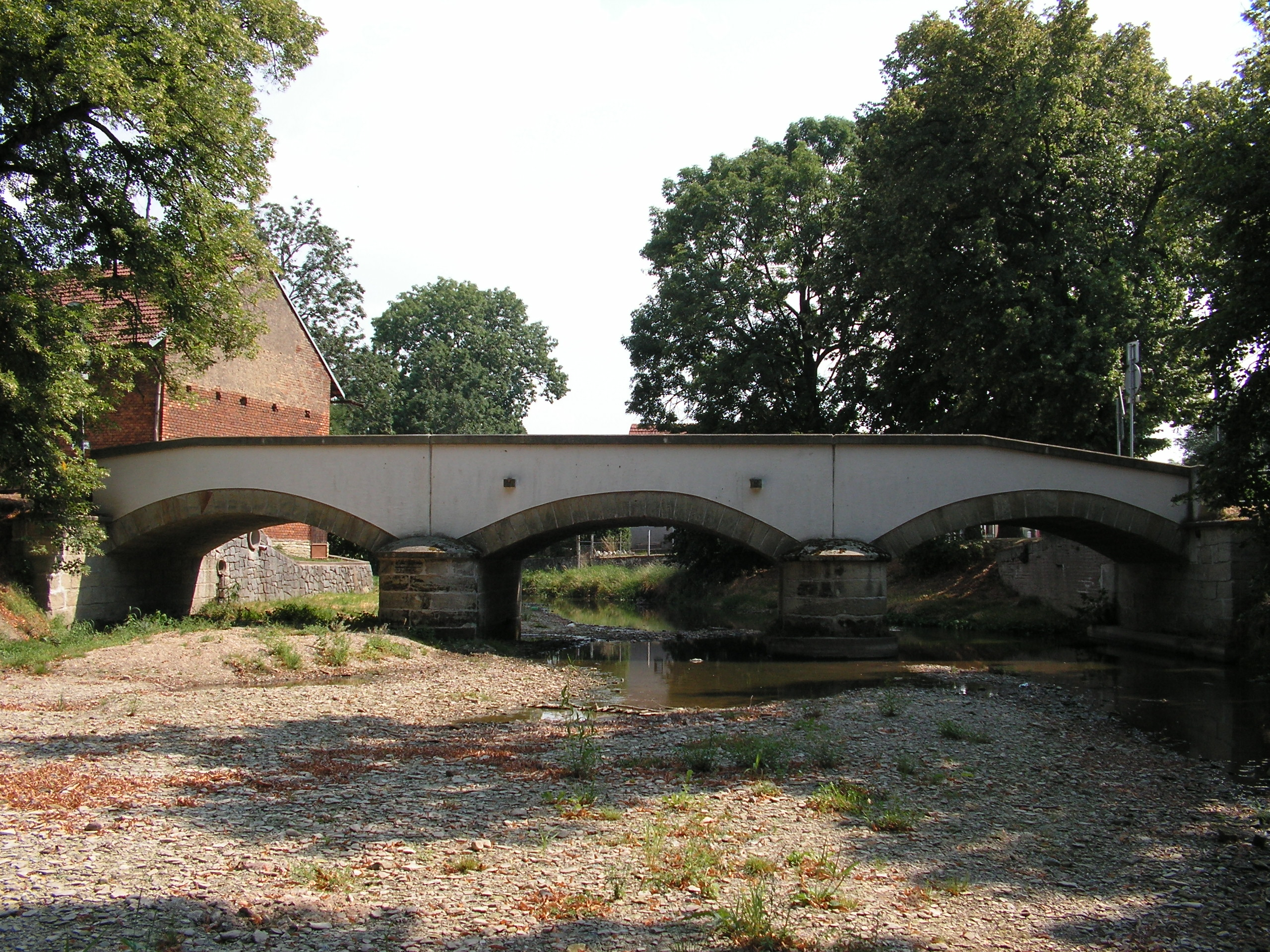
silniční most přes Novohradku v Lozicích